# Weiße Lichtnelke
Die Breitblättrige Lichtnelke (Silene latifolia), auch Weiße Nachtnelke, Weißes Leimkraut, Nacht-Lichtnelke und Nachtnelke genannt, ist eine Pflanzenart aus der Gattung Leimkräuter (Silene) innerhalb der Familie der Nelkengewächse (Caryophyllaceae). Sie ist in Eurasien weitverbreitet.

## Beschreibung

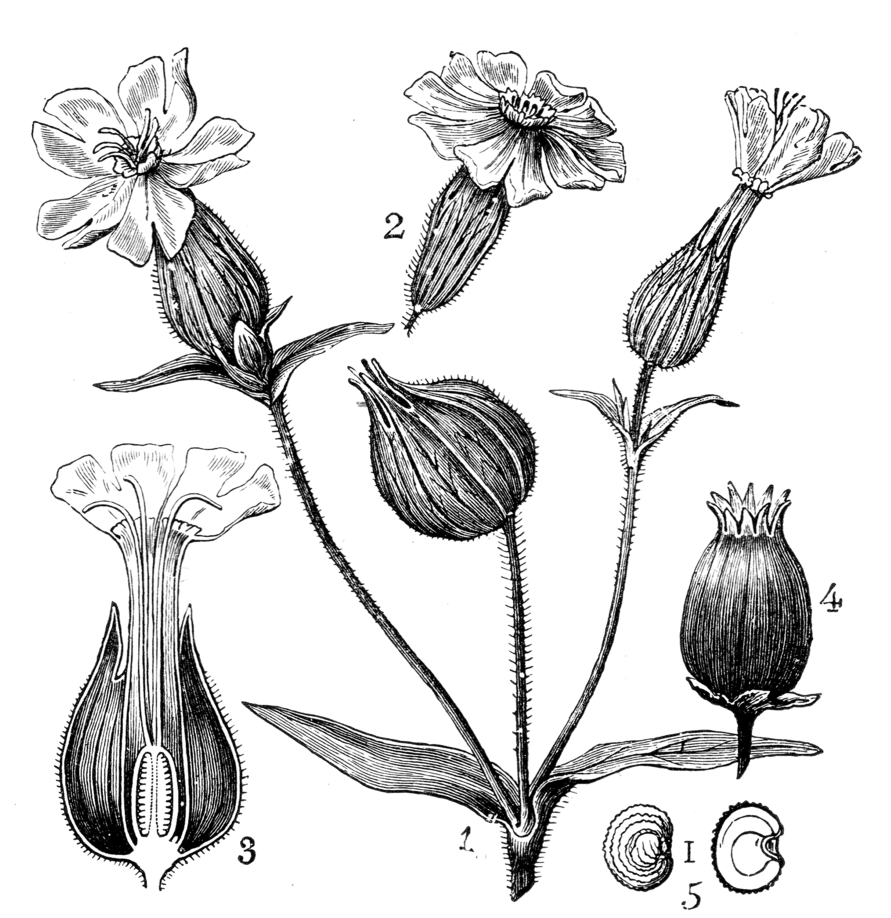
Illustration aus Strassburger

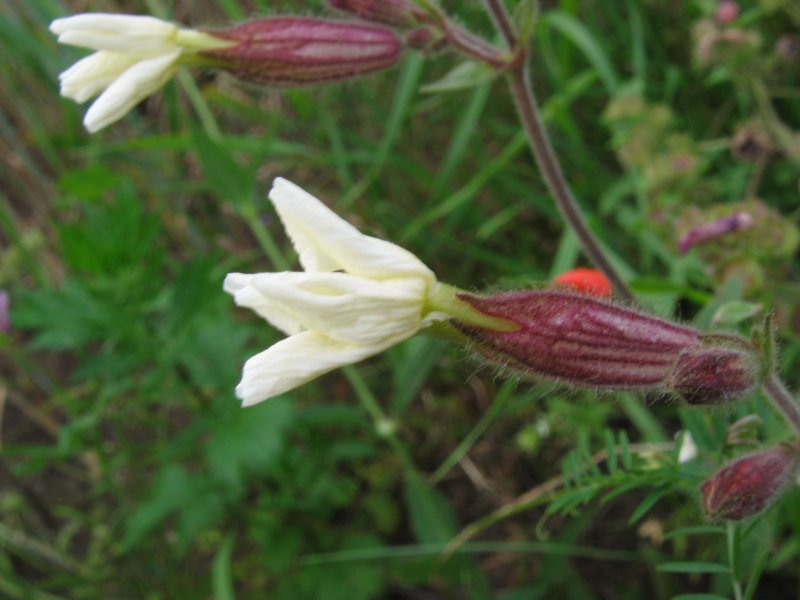
Blüten im Verblühen von der Seite

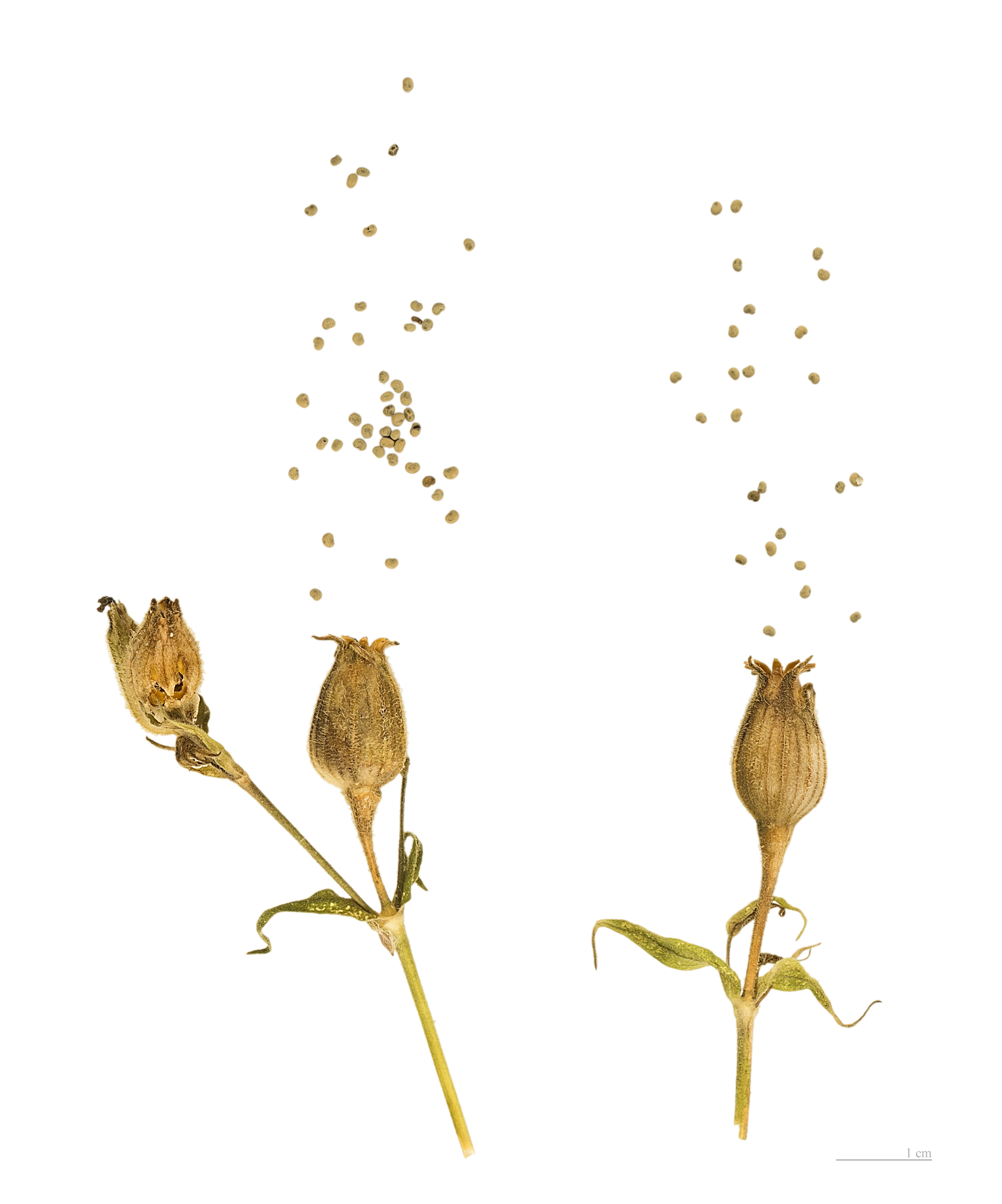
Kapselfrüchte und Samen

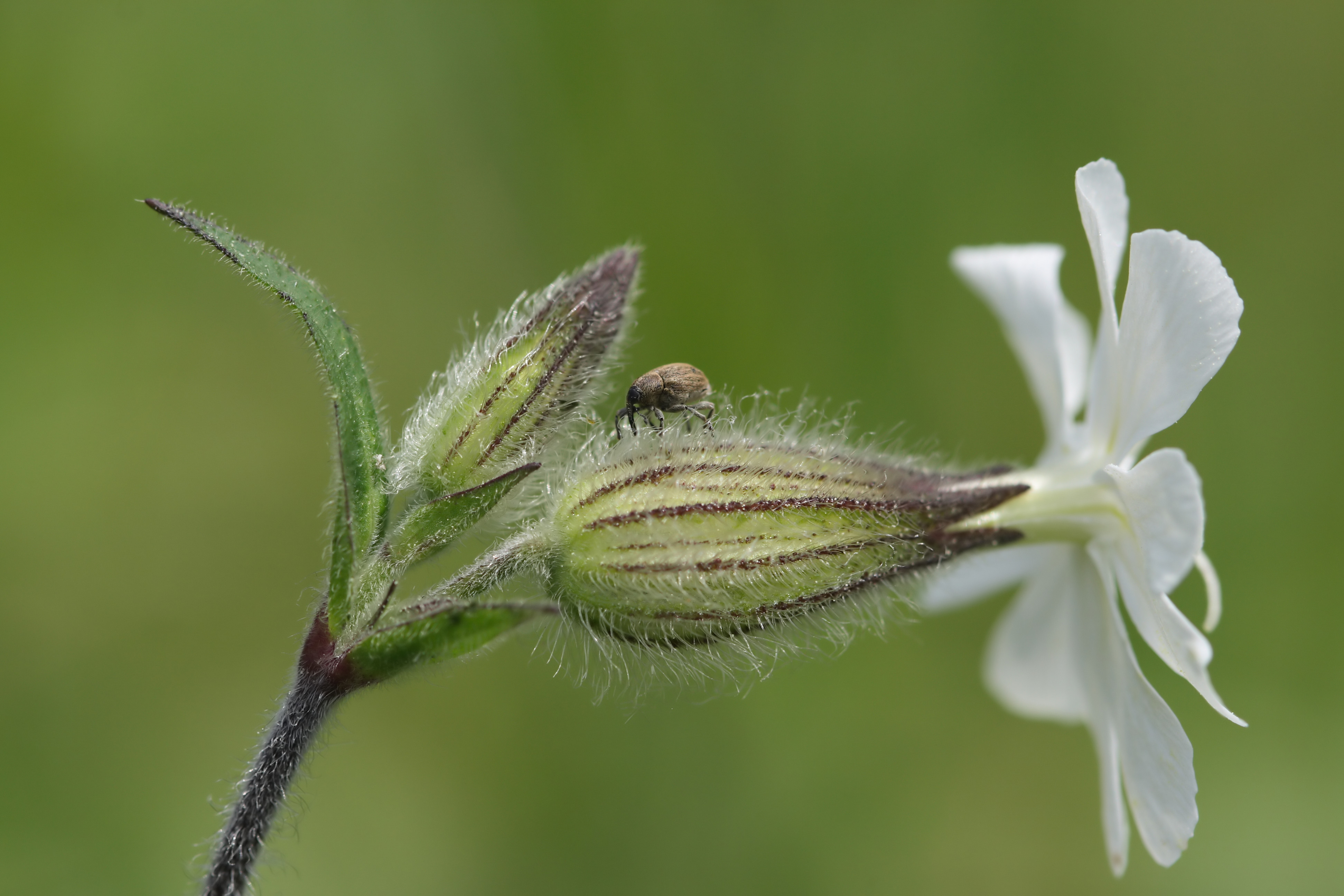
Blüte von der Seite mit verwachsenen Kelch- und weißen Kronblättern

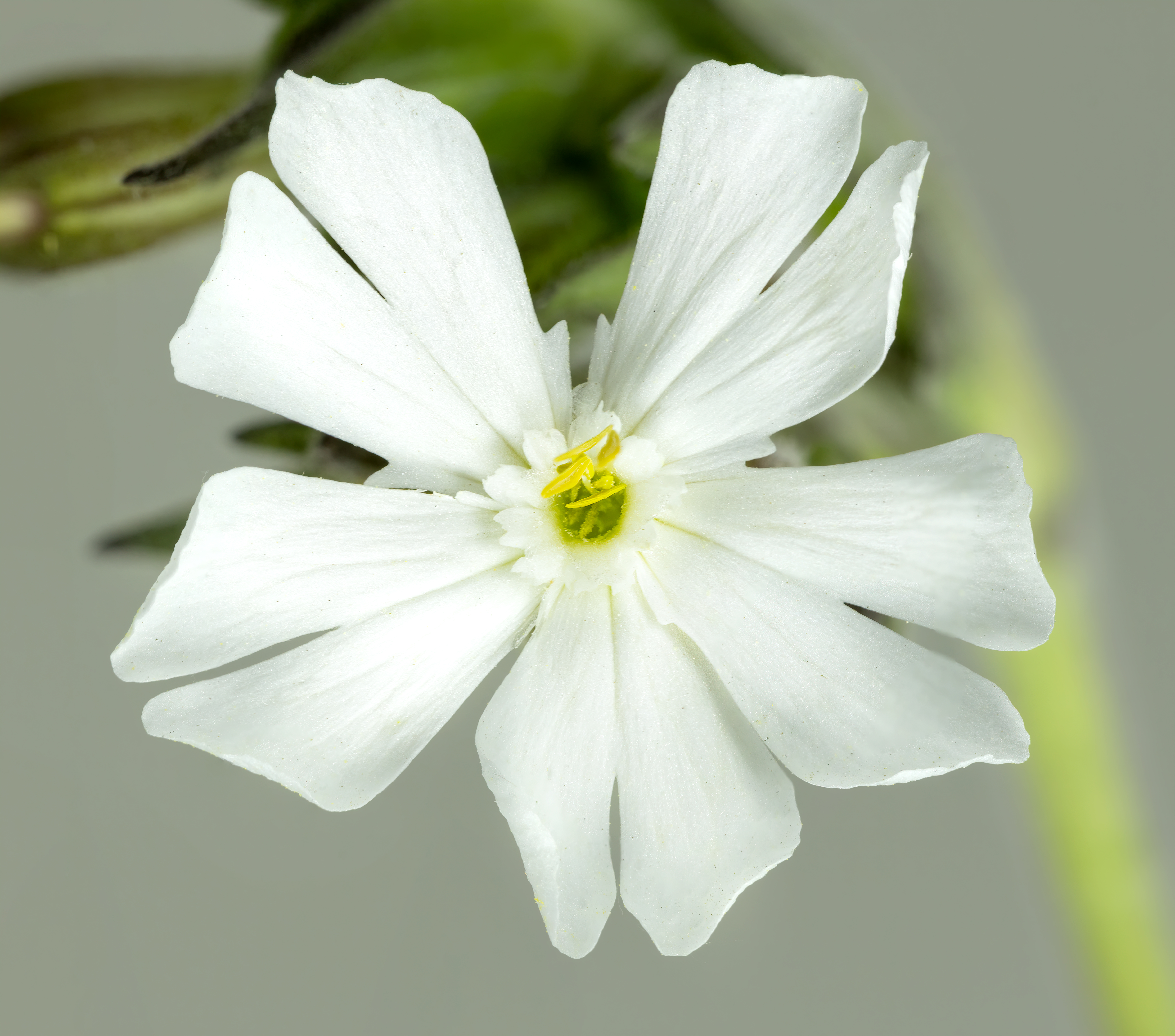
Frontalansicht der Blüte

### Vegetative Merkmale
Die Weiße Lichtnelke ist eine ein- bis mehrjährige krautige Pflanze, die Wuchshöhen von 30 bis 120 Zentimeter erreicht. Der Stängel ist an der Basis verzweigt und drüsig weich behaart.
Die Laubblätter sind gegenständig und 3 bis 10 Zentimeter lang. Die grundständigen Laubblätter sind gestielt und die oberen sitzend. Die Blattspreiten sind eiförmig bis eiförmig-lanzettlich, am Ende spitz und behaart.

### Generative Merkmale
Die abends stark duftenden Blüten sind radiärsymmetrisch und fünfzählig. Die fünf Kelchblätter sind 1,5 bis 3 Zentimeter lang und besitzen schmale dreieckige Kelchzähne. Der Kelch der männlichen Blüten ist zehnnervig, der der weiblichen Blüten 20-nervig. Nur bei letzteren und bei zwittrigen Blüten ist der Kelch aufgeblasen. Die fünf weißen Kronblätter sind etwa 3 Zentimeter lang. Jedes Kronblatt ist in den so genannten Nagel (das in den Kelch weisende, lang-keilförmige Kronblattteil) und die Platte (rechtwinklig zum Nagel nach außen weisender Kronblattteil) aufgeteilt. Am Übergang von Nagel zu Platte befinden sich kleine Gewebeanhängsel, die zusammen als Nebenkrone bezeichnet werden.
Die eiförmige Kapselfrucht besitzt in etwa die gleiche Größe wie der Kelch, mit nach außen gekrümmten Zähnen. Die grauen bis dunkel-grauen bis braunen Samen sind etwa 1,5 Millimeter lang und schlank.
Die Chromosomenzahl beträgt 2n = 24.

## Ökologie
Die Weiße Lichtnelke ist sommer- oder winterannuell einjährig oder eine zweijährige Halbrosettenpflanze. Ihre Wurzel wächst bis zu 60 Zentimeter tief. Ihre gesamte Lebensdauer ist meist auf 3 bis 5 Jahre begrenzt.
Blütenökologisch handelt es sich um „Stieltellerblumen mit herausragenden Staubbeuteln und Griffeln“. Sie stehen in armblütigen Dichasien und sind zweihäusig bis dreihäusig. Die Verteilung der Geschlechtschromosomen ist wie beim Menschen (XX, XY). Die Zwitterblüten sind vormännlich. Das bedeutet, dass zuerst der Pollen gebildet ist, und erst wenn die Blüte älter und sich im weiblichen Stadium befindet, nehmen die nun reifen Narben den mitgebrachten Pollen bestäubender Insekten auf. Mit diesem Mechanismus wird verhindert, dass sich die Pflanze selbst bestäubt.

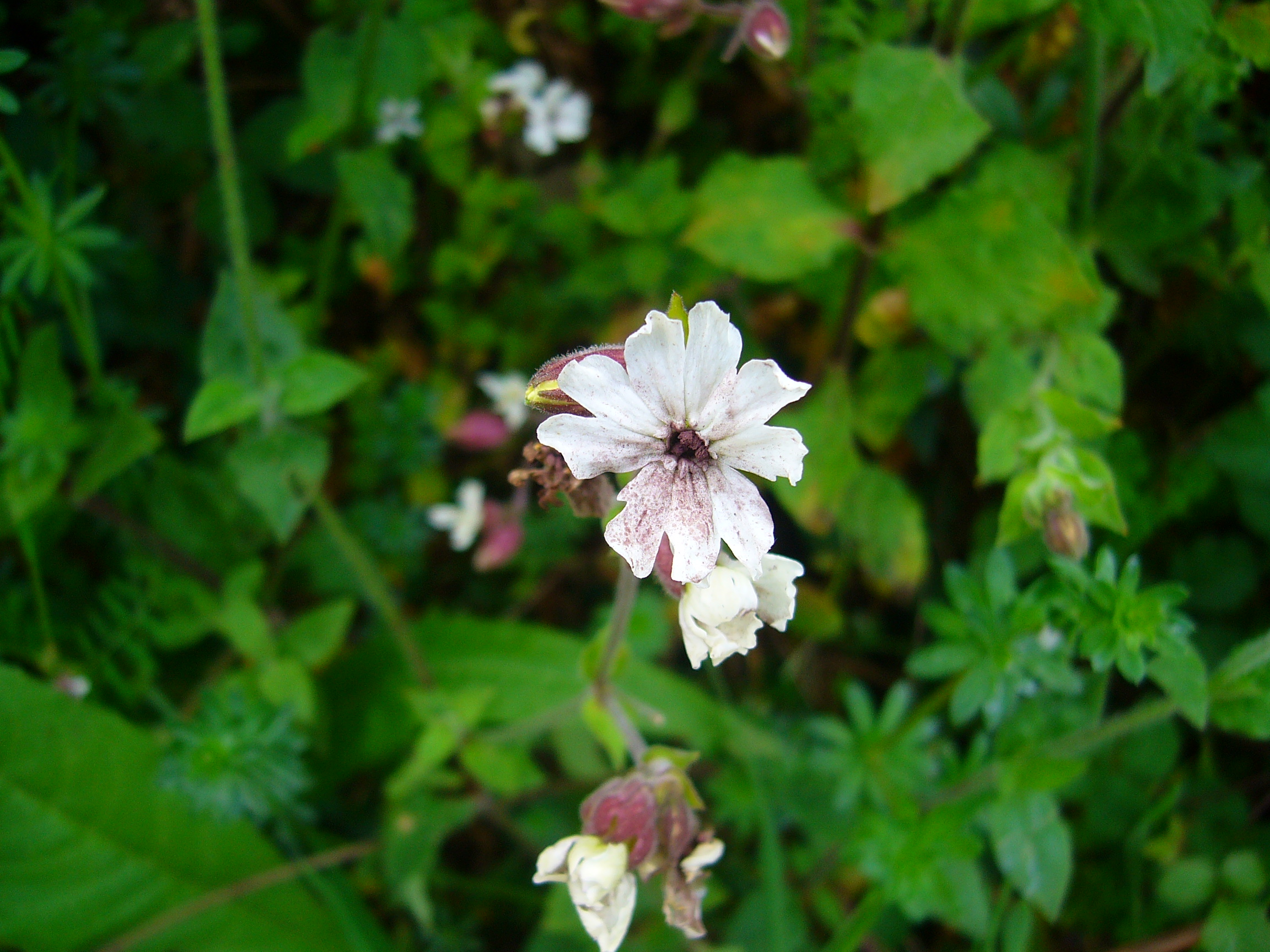
Blüte mit Befall durch Antherenbrand (Microbotryum violaceum)

Es sind typische Nachtfalterblumen: Sie öffnen sich erst abends bzw. bei schlechtem Wetter nachmittags. Erst dann duften die Blüten intensiv und locken mit ihrem Duft langrüsselige Nachtfalter an. Kleinere Insekten werden zurückgewiesen. Dafür sorgen die etwa 2 Millimeter hohen Schlundschuppen, die als Nebenkrone den Schlundeingang umgeben. Der Nektar wird vom fleischigen Blütenboden abgeschieden. Bei weiblichen Blüten ist er 2,0 bis 2,5 Zentimeter, bei männlichen 1,5 bis 1,8 Zentimeter tief verborgen. Bestäuber sind vor allem Nachtfalter der Familien Noctuidae und Sphingidae. Die Blütezeit dauert von Juni bis September.
Die Kapselfrüchte sind von einem vergrößerten Kelch umgeben, der als Windfang dient. Bei feuchtem Wetter ist er geschlossen. Die Kapselzähne sind in trockenem Zustand nach außen gekrümmt und dienen als Klettorgan. Demnach ist die Weiße Lichtnelke ein Wind- und Tierstreuer. Fruchtreife ab August. Die Früchte sind Wintersteher. Die Samen der Silene-Arten sind durch zahlreiche Höcker sehr dekorativ (Lupe).
Auf den Staubblättern der weißen Lichtnelke wächst der Antherenbrand Microbotryum violaceum, durch den das Pflanzenexemplar steril wird.

## Vorkommen
Die Weiße Lichtnelke ist in Eurasien und Nordafrika weitverbreitet. In Nordamerika, Australien und in Neuseeland ist sie ein Neophyt. Sie hat in Europa in fast allen Ländern ursprüngliche Vorkommen; sie fehlt nur in Tschechien, Polen, Belarus, Russland und in Ungarn; in der Slowakei ist die Ursprünglichkeit zweifelhaft und in Finnland ist sie eingebürgert.
Die Weiße Lichtnelke ist ein meridionales bis boreales Florenelement. Sie gedeiht in tiefen bis mittleren Höhenlagen bis zu 700 Metern. In den Allgäuer Alpen steigt sie im Kleinwalsertal nahe der Ifenhütte in einer Höhenlage von bis zu 1580 Meter auf. Im Oberengadin erreicht sie sogar 1800 Meter.
Man findet die Weiße Lichtnelke ziemlich häufig in der Ruderalvegetation der Schuttplätze sowie an Wegen und Ackerrändern. Sie gedeiht am besten auf ziemlich stickstoffreichen, nicht allzu basenarmen, sonnenbeschienenen Lehmböden. Silene latifolia ist in Mitteleuropa eine Art des Unterverbands Artemisienea, kommt aber auch in Pflanzengesellschaften der Verbände Sisymbrion oder Caucalidion vor.
Die ökologischen Zeigerwerte nach Landolt et al. 2010 sind in der Schweiz: Feuchtezahl F = 2+ (frisch), Lichtzahl L = 4 (hell), Reaktionszahl R = 3 (schwach sauer bis neutral), Temperaturzahl T = 4 (kollin), Nährstoffzahl N = 4 (nährstoffreich), Kontinentalitätszahl K = 4 (subkontinental), Salztoleranz = 1 (tolerant).

## Taxonomie
Die Erstveröffentlichung erfolgte 1768 unter dem Namen Lychnis alba durch Philip Miller in Gardeners Dictionary, 8. Auflage, Nr. 4. In der Gattung Silene konnte aber das Epitheton alba keine Verwendung finden, da es schon für eine andere Art vergeben war. Die nächste gültige Beschreibung stammte 1789 durch Jean Louis Marie Poiret in Voyage en Barbarie ... Band 2, Seite 165 als Silene latifolia. Silene latifolia Poir. hat eine ganze Reihe von Synonymen: Lychnis divaricata Rchb., Lychnis macrocarpa Boiss. & Reut., Lychnis vespertina Sibth. nom. illeg., Lychnis alba Mill., Lychnis arvensis P.Gaertn., Lychnis pratensis Rafn, Melandrium pratense (Rafn) Röhl., Silene pratensis (Rafn) Godr., Melandrium album (Mill.) Garcke, Melandrium eriocalycinum Boiss., Silene alba (Mill.) E.H.L.Krause nom. illeg. non Britton, Silene latifolia subsp. alba (Mill.) Greuter & Burdet. Der Artepitheton latifolia ist lateinisch für „breitblättrig“.

## Verwendung
Die unterirdischen Pflanzenteile wurden früher wegen ihres Gehalts an Saponinen als „Weiße Seifenwurz“ arzneilich sowie zum Waschen benutzt.